# 笑っていいとも!のコーナー一覧
『笑っていいとも!のコーナー一覧』（わらっていいとも!のコーナーいちらん）では、フジテレビ系列で放送されたバラエティ番組・トーク番組『森田一義アワー 笑っていいとも!』の番組内にて行われた「日替わりコーナー」「特別企画」「緊急企画」「全曜日横断企画」「テレフォンショッキング」「曜日対抗いいともCUP」「ジャンクション」などを解説する。
2014年3月の番組終了時点の企画は、以下の通り。

## 概説
『笑っていいとも!』の放送開始は1982年（昭和57年）10月4日からであり、記念すべき第1回目放送における最初のコーナーは「タモリの世界の料理」だった。2014年（平成26年）3月31日の最終回まで行われた「テレフォンショッキング」のトークコーナーは当時、番組最後のコーナーだった。当初からレギュラーコーナーとして行われたのは「テレフォンショッキング」のみである。本番組で過去に行われていたコーナーから番組末期までのコーナーを含めると優に1万以上は超えているといわれている。番組開始6年目を超えていた1988年夏時点でのコーナー数はすでに約1000個を数えている。
1995年10月2日から2010年7月16日までは日替わりコーナー1本目、「テレフォンショッキング」、日替わりコーナー2本目、日替わりコーナー3本目、「曜日対抗!いいとも選手権」の順番で放送していたが、生放送である関係上「テレフォンショッキング」や番組後半の日替わりコーナー2本目が長引いた場合、日替わりコーナー3本目をカット及び、日替わりコーナー3本目のゲームでの問題を通常2問から1問に減らすなどして、「曜日対抗!いいとも選手権」を放送し、そのままエンディングになる時があった。
また、日替わりコーナー3本目のみを行い、日替わりコーナー2本目を行わない場合、日替わりコーナー2本目のみを行い、日替わりコーナー3本目を行わない場合、日替わりコーナー2本目と日替わりコーナー3本目を入れ替えて行う場合もある。度々、日替わりコーナー1本目を日替わりコーナー2本目或いは、日替わりコーナー3本目で行う場合もある。
通常、当日にオーディションを行う視聴者が参加するコーナーを優先するが、日替わりコーナーが2本とも視聴者参加型のコーナーだった場合や報道などの事情で事前オーディションに受かって出演予定となっていた視聴者が出演できなかった時もある。対応策として、一部コーナーでは時間切れなどで打ち切ったり、視聴者出演コーナーを『増刊号』で放送した事もある。
基本的にコーナーの間以外に「テレフォンショッキング」のトークの合間と2本目の日替わりコーナーの途中でCMが入れられていたが、2008年に入り曜日によっては「テレフォンショッキング」内で、「100分の1アンケート」と「お友達紹介」への切り替えの2回に分けてCMが入るようになった。この場合は2本目の日替わりコーナーは途中でCMが入らなくなる（晩年も2本目の日替わりコーナーの途中にCMが入る場合があった）。また、CMが入らずに「100分の1アンケート」から「お友達紹介」へいく曜日もある。
2010年3月に入ってからは曜日ごとに独自のタイムテーブルが用いられる場合もあり、1本目の日替わりコーナーの前にCMを入れることもあり、晩年は火曜日でこの形式を実施していた。また、2本目及び3本目の日替わりコーナーとCMとの前後の構成を変えて、CMを通常より前に入れることで、3本目の日替わりコーナーの後にCMを挟まずにセットチェンジという事で、即に『曜日対抗いいとも!選手権』やエンディングの告知に入りそのまま番組が終了する事もある（この形式は各曜日ごとに試験的に用いられ、結果的に2010年7月中旬まで用いていたのは水曜日のみであったが、2010年7月19日以降は、全ての曜日が用いていた）。
2011年2月28日から4月1日までは「テレフォンショッキング」、日替わりコーナー1本目、日替わりコーナー2本目、日替わりコーナー3本目、エンディングの順番に変わり、放送開始当初のスタイルに戻っていた。
2011年4月4日からは、日替わりコーナー1本目、「テレフォンショッキング」、日替わりコーナー2本目、日替わりコーナー3本目、「曜日対抗いいともCUP」の順番で放送していたが、生放送である関係上「テレフォンショッキング」や番組後半の日替わりコーナー2本目が長引いた場合、日替わりコーナー3本目をカット及び、日替わりコーナー3本目のゲームでの問題を通常2問から1問に減らすなどして、「曜日対抗いいともCUP」を放送し、そのままエンディングになる場合が度々あった。
「テレフォンショッキング」以外で内容・司会が変わっていないものとしては、1999年から晩年に於いても引き続き、金曜レギュラーの関根勤がコーナー司会の「彼氏自慢!もうあなたしか見えない」→「身内自慢コンテスト」→「夏・冬のそっくりさんカーニバル」がある（晩年は春・夏・冬休みのみの特別企画）。関根が出てきた素人を瞬時に生み出すアドリブで弄る（例：紹介する際に「モーニング娘。の名前を全員フルネームで言えます」と説明）ことによって笑いをとるスタイルは1998年当初から変わっていないが、どちらかというと当初は芸能人に似ているかだけを競うよりも、当人のインパクトや個性を楽しむことに重点を置いていた。コーナー名については、2006年冬休みから2007年夏休みは「おーい、そっくりさん!」に変更し、紹介された人が後ろ向きで登場、そっくりな人の名前を会場のみなさんから呼ばれたら正面を向き似ているか判断する形になっていた。2007年冬休みからは再び「身内自慢コンテスト」に戻ったが、2008年夏からは「夏のそっくりさんカーニバル」、2008年冬からは「冬のそっくりさんカーニバル」と再びコーナー名が変わっている。しかし、2009年夏では「夏のそっくりさんカーニバル」の実施曜日が金曜日 → 火曜日 → 木曜日 → 月曜日に変更され、またコーナー司会者も大竹一樹（さまぁ〜ず） → 徳井義実（チュートリアル） → 田村淳（ロンドンブーツ1号2号）に変更された。2010年夏の「夏のそっくりさんカーニバル」から、再び金曜日に放送され、コーナー司会も再び関根勤となり元々の曜日と司会に戻った。
番組内で実施されるコーナーは、随時様々なルール変更が行われていた。コーナー司会者やコーナー名の一部の変更、内容のリニューアルなどが挙げられる。
過去に放送されていたコーナーをリメイクする場合もあった。また、一部コーナーはアレンジされ他番組で行われたケースもあった。番組末期には、2008年10月から過去に放送されたコーナーが復活・リニューアルした。人気コーナーの復活は過去にもあったが、改編期にあわせてほぼすべての曜日で復活を遂げたのはまれである。

## 番組末期時点の日替わりコーナー
- 「各曜日日替わりコーナー」「緊急企画」「特別企画」「春休み・夏休み・冬休み特別企画」「全曜日横断企画」のコーナー司会も基本的に総合司会の森田一義（タモリ）[4]が務めるが、各コーナーによっては各曜日レギュラー陣（主に各曜日リーダー）や近年はテレフォンアナウンサー（フジテレビアナウンサー）がコーナー司会を務めるものもある。
- 祝日の日や緊急特別企画（レギュラー陣の誕生日企画・お祝い企画・スペシャル企画 ほか）などで通常のレギュラーコーナーを行わないことがある。

### 月曜日
| コーナー名                                  | コーナー説明 | コーナー司会                |
| ------------------------------------------- | --- | --------------------------- |
| 世界に広めようTHEなぜフェッショナル         | | 香取慎吾                    |
| じっくり話し太郎                            | タモリと月曜レギュラー陣のうち一人がじっくり話すトークコーナー。 2013年11月25日は香取慎吾、12月2日は三村マサカズ、12月9日は千原ジュニア、12月16日は渡辺直美、2014年1月20日は指原莉乃、1月27日は武井壮が出演。さらに、2月10日は林修、2月17日はふなっしーが出演した。その他のメンバーは客席で観覧。 | タモリ レギュラーのうち1人  |
| コレ名言っぽくない？明日忘れる 「ゆる名言」 | 月曜レギュラー陣にタモリ、林修（時にふなっしーも参加）を加えた7名（ふなっしーも加えると8名）がそれぞれ「名言っぽいな」と思う独自の言葉を考案。それを会場100名の女性に判定してもらい、50ポイントを超えれば「ゆる名言」認定となる。もっとも高得点を獲得したメンバーには、その日ごとに違う景品が贈られる。あくまでも「〜っぽさ」が大事で、明らかな「名言」を出すと、タモリ・ジュニアらから批判を受けるほか、会場からも高得点が得られない傾向にある。 | 三村マサカズ （さまぁ〜ず） |

### 火曜日
| コーナー名                                                     | コーナー説明 | コーナー司会                                 |
| -------------------------------------------------------------- | --- | -------------------------------------------- |
| 修正率100% 謎のお見合い写真 オマエ誰だよ!?                     | とあるゲストの修正されたお見合い写真を見てそのゲストが誰なのかを当てるクイズコーナー。 | 日村勇紀 （バナナマン）                      |
| 平成生まれのオンナたちに聞きました！ もしかして…コレ、ダサい？ | | ローラ                                       |
| 秘密のローラランキング                                         | ローラがあるテーマに従ってタモリを含む男性レギュラー陣を格付けし、その順位を予想するコーナー。 | ローラ 久代萌美 （フジテレビアナウンサー）   |
| アルタでちょんまげ                                             | 番組で募集した一般人の髪形を生放送中にちょんまげに実行する企画。結髪は石川享一が担当。バリカンで一頭目の結髪を入れた後、その後は楽屋でちょんまげヘアにして番組の最後で披露した。増刊号ではその後の動きを取材した。 | 大竹一樹 久代萌美 （フジテレビアナウンサー） |

### 水曜日
| コーナー名                                    | コーナー説明 | コーナー司会                                                    |
| --------------------------------------------- | --- | --------------------------------------------------------------- |
| 真のあだ名をつけまSHOW！ 直感あだ名コンテスト | 「あだ名が無い」、「今のあだ名が気に入らない」など様々な理由からアルタに集まった出場者「あだ名迷子」がレギュラー陣に新しいあだ名を考えてもらい、決めてもらうコーナー。 同年1月22日からは司会が三田友梨佳アナからトシに変更された。 最近では最後に芸能人が出ることが加えられた。 | 三田友梨佳 （フジテレビアナウンサー） ↓ トシ （タカアンドトシ） |
| 知って得する!? オタック9                      | | トシ （タカアンドトシ）                                         |

### 木曜日
| コーナー名                               | コーナー説明 | コーナー司会                                                     |
| ---------------------------------------- | --- | ---------------------------------------------------------------- |
| ビッグマウスクイズ! ○○ or 綾部           | 10個の名言が記載されたパネルの中からお題の人物が発言したもの5つだけを選んでいくコーナー。ピースの綾部祐二が言った名言を選んでしまった場合は綾部が出版した本・「AYABE MODE」を自腹で購入しなくてはならない。 | 山崎弘也 （アンタッチャブル）倉田大誠 （フジテレビアナウンサー） |
| なりすましタモリを探し出せ！ タモレオン! | あらゆる職業になりすますタモリとテーマの本業のプロ2人がボイスチェンジャーを使って質問に答え、3択のうちどちらがタモリかを当てるコーナー。                                                                    | 倉田大誠 （フジテレビアナウンサー）                              |
| 目指せ！ハワイ 発音王                    | レギュラー陣がお題の英単語をより正しく発音できるかを競うコーナー。一番発音の良かった者には旅行券1000円分が与えられる。                                                                                      | タモリ 倉田大誠 （フジテレビアナウンサー）                       |

### 金曜日
| コーナー名 | コーナー説明 | コーナー司会                                                                             |
| --- | --- | ---------------------------------------------------------------------------------------- |
| クイズ！ゲストが出題者!! 今一番したいのはどれでSHOW | | タモリ                                                                                   |
| 劇団ひとり企画 負けず嫌いマッチ ↓ ○○（他のレギュラー陣）企画 負けず嫌いマッチ ↓ 劇団ひとり企画 負けず嫌いマッチ2014 ↓ ○○（他のレギュラー陣）企画 負けず嫌いマッチ2014 | 自称・負けず嫌いだという劇団ひとりがゲストを含むレギュラー陣全員を相手に1人で様々なゲームで勝負を挑むコーナー。結果は最後何かとグダグダになるのがお決まりとなっている。 2013年11月1日放送分で劇団が「負けたらコーナー廃止」というルールで勝負に挑んだうえで敗北したため、翌週からは他の金曜レギュラーが交代制でコーナーを引き継ぐこととなった。 年明けの2014年からは再び劇団ひとりの企画として復活しているが、同年1月24日放送分で再び劇団が「負けたらコーナー廃止」のルールで勝負に挑んで敗北したため、翌週からは他の金曜レギュラーがコーナーを引き継いでいる。出演ラウンドガールは佐崎愛里。 | タモリ 関根勤 （森田一義企画 負けず嫌いマッチと 森田一義企画 負けず嫌いマッチ2014 のみ） |
| 国語辞典をアップデート 目指せ!言葉の達人 | | 田中裕二 (爆笑問題)                                                                      |

## テレフォンショッキング
- 毎回、1組のゲスト“テレフォンゲスト”を呼んでタモリとトークを展開する本番組の看板コーナーである。通称は『テレフォン』。

## 「タモリンピック」から「選手権」開始までのつなぎ企画
当時金曜レギュラーだった明石家さんまの意向により終了した「爆笑!オールスター・タモリンピック」に代わるエンディング前の2つの全曜日横断コーナー。1994年秋にオープニングコーナーの「勝手にハッピーバースデー!!」をスタートさせたことに伴い、入れ替わる形で終了。1990年3月以前のエンディングに戻っている（1995年9月まで）。

### 今日の反省会
3年半行われていた曜日対抗企画・「爆笑!オールスター・タモリンピック」に代わり、1993年9月27日 - 1994年3月18日に行われた。コーナー司会はタモリが担当。レギュラー陣だけではなく、その生放送日のゲスト・青年隊も含めた出演者全員（途中退席して次の仕事へ向かったゲストも含む。ただし、テレフォンアナウンサーのみは不定期で、増刊号アナウンサーだった中井美穂なども含む場合もあったり、場合によっては一般人参加コーナー「勝ち抜き君こそ日本一!」などのコーナー参加者が呼ばれることもあった）の中で放送中発言が何度もかんだり、各コーナーにおいてさまざまな軽いミスなどをした人の様子をその日のオンエアーの映像の中からスタッフがモニターに表示し出演者が見てゆきながら検証、モニターがセンターにあり、サイドにボードが置いてあり司会のタモリがレギュラーと話し合いながらもそのボードに自分を含めて毎週選ばれた人の欄にレッドカードの赤いシールまたはイエローカードの黄色いシールを貼り付けてゆき、その次の週の番組を改善をしてゆこうという趣旨だった。このコーナーの1993年12月24日（金曜日）放送で当日ゲストだった林家ペーが、アルタの観客席になぜか当日のゲストではなかった妻である林家パー子を観覧させており、「呼んでいないのに林家パー子を観客席に観覧させている」という反省がその日に選ばれ、カメラワークの都合からどうしてもパー子を映す際に左の席（アルタの会場上では右の席）に中年の黒い洋服を着た女性が見切れており、あまりにもパー子がお得意の甲高い笑い声でその女性や後ろの席に向かって笑うことからそれを当時金曜レギュラーだった森脇健児が指摘したところ、実はその黒い洋服を着た女性はメイン司会のタモリの実姉であり、同じく金曜レギュラーの明石家さんまが驚きを隠せない表情を一瞬するという一幕もあった。

### いいとも!一言人生相談
「今日の反省会」に代わり、1994年3月28日 - 1994年9月23日に行われた。引き続きコーナー司会はタモリが担当。毎日、日替わりでいいとも!にまつわるなんらかの相談を一般視聴者から受け付け、スリガラスの向こうで生放送で喋ってもらうという内容。しかし、このコーナーは必ずなんらかのオチがついており、例として主婦からの投稿・生出演で「いいとも!は大好きで毎日欠かさず見ているが、オープニングでタモリさんが歌い始めると子供が泣き出す」というものがあり、番組的にはウケていたがタモリ本人が（ネタとして）そのスリガラスに向かって物（靴やスリガラス横に置かれていた小道具の観葉植物など）を投げつけて怒り、アルタの会場が笑いに包まれるといった一幕もあった。

## 曜日対抗いいともCUP
『曜日対抗いいともCUP』（ようびたいこういいともカップ）とは、2011年8月8日から、『笑っていいとも!』番組本編にて最後（エンディング）部分に行われている、全曜日対抗戦のゲーム企画コーナーである。コーナー司会は、森田一義（タモリ）。

### ルール
- 毎週、様々な種目（ゲーム）を各曜日レギュラー陣5〜6人（2012年4月3日・4月4日放送分、隔週の水曜レギュラーが不在な週はレギュラー陣が4人しか居ない為、テレフォンアナウンサーまたは、日替わりコーナーゲストが参加する場合もある）が行い、1週間を通して1番成績（記録）の良かった曜日チームがその週に於いて勝利（優勝）となる。競技内容としては、タイム（時間）・数（個数）で競う物が多い。万が一、同点が複数いたチームにはプレーオフはせずに同点優勝とする。
- 年末年始の時点で1番勝利回数の多かった曜日チームが年間総合優勝となり、年末特別番組『特大号』の最後（エンディング）部分で発表（表彰）され、年間優勝曜日には「森田杯（もりたカップ）」 → 「いいとも杯（いいともカップ）」のトロフィー・金一封・記念指輪のリングが贈呈される。尚、年間最多勝利回数が複数いた時にはプレーオフはせずに年間同時優勝扱いとする。
- 2014年1月6日放送分から3月31日放送分までの13週の間は、ポイント制度を導入した。
  - 1週間を通して、1番成績（記録）の良かった、上位3位までには、毎週ポイントが授与されることになった。
  - トータルポイントによって、総合優勝を争うことになった。1位：50ポイント、2位：30ポイント、3位：10ポイントを贈呈。
- 2014年2月3日放送分から3月21日放送分までの7週間は『曜日対抗いいともCUP レジェンド7』と題して、過去の『曜日対抗いいとも選手権』『曜日対抗いいともCUP』の合わせて24年間で実施した、1000以上のゲームの中から厳選した「名作・傑作7選」を週替わりで実施していき、各曜日レギュラー陣らが曜日対抗戦で挑んでいくことになった。

### コーナーの変遷
- 1990年10月1日から1993年10月1日まで3年間に渡り行われていた『爆笑!オールスター・タモリンピック』 → 1995年10月2日から2010年7月16日まで15年間（約14年9ヵ月）に渡り行われていた『曜日対抗いいとも!選手権』のエンディングコーナーが終了し[6]、1年ぶりに2011年8月8日から『曜日対抗森田杯（）2011』とコーナー名を変えて復活、さらに8月29日からは『曜日対抗いいともCUP』へと改名された。

### 備考
- 2012年7月16日から7月20日までの1週間は、当コーナーが実施されている時間帯に「FNS27時間テレビ直前! レギュラー陣はココが気になっている〜!」のコーナーが実施された為に当コーナーは行われなかった。
- 女性レギュラー出演者は、当日着ている衣装と競技内容によってはジャージ着用や運動靴で挑戦する者もいる。
- 2013年7月12日と7月19日（いずれも金曜日）は、開始直前に堤下敦（インパルス）の乱入[7]でコーナーが潰れたため、増刊号にて内容が放送された。

### 各曜日優勝回数及び年間総合優勝
| チーム | 2011年 | 2012年 | 2013年 | 2014年 |
| ------ | ------ | ------ | ------ | ------ |
| 月曜日 | 3回    | 8回    | 9回    | 300点  |
| 火曜日 | 6回    | 11回   | 12回   | 210点  |
| 水曜日 | 3回    | 9回    | 7回    | 320点  |
| 木曜日 | 3回    | 18回   | 15回   | 220点  |
| 金曜日 | 7回    | 20回   | 17回   | 350点  |

- 2014年は3月31日終了時点。
- 太字は年間総合優勝。

## ジャンクション
1998年10月5日から2014年3月31日の最終回まで行われていた、『笑っていいとも!』本放送の生放送開始前（11:57:15 - 11:57:30）に毎日、15秒間流される事前告知。
各曜日、代表して2〜3名のレギュラー出演者が当日の見どころなどを紹介する。開始初期（時期不詳）の頃は、司会のタモリも不定期に後ろからこそっと登場しており、日によってはそれに気づいたレギュラー陣にネタにされることもあった（例として「後ろに誰かが写ってますよ!（ますけど!）」など）。タモリはここではほとんど言葉を発さないが、レギュラー陣に突っ込まれ笑ってCMに入ることもあった。
大抵はスタジオアルタのロビーもしくは廊下で行われることが比較的多かった。

### 番組末期時点
| 曜日 | レギュラー陣 | 放送内容                                                                                   |
| ---- | --- | ------------------------------------------------------------------------------------------ |
| 月   | 武井壮 | ○○○○（ゲストなど）の倒し方を説明する。                                                     |
| 火   | 久代萌美（フジテレビアナウンサー）                                                                                        | コーナー紹介の流れから、暗転した後に明るくなると、久代が学生時代などの写真が張られている。 |
| 水   | 太田光（爆笑問題）、トシ（タカアンドトシ）、栗原類、パンサー(週代わり)、アルコ&ピース(週代わり)、ウエストランド(週代わり) |                                                                                            |
| 木   | ピース（綾部祐二・又吉直樹）、山崎弘也（アンタッチャブル）                                                                |                                                                                            |
| 金   | 関根勤、内田嶺衣奈(フジテレビアナウウンサー)                                                                              | 関根勤が歴史上の偉人ものまねを披露している。                                               |

なお、番組最終週となった2014年3月24日（月曜日）から3月31日（月曜日、最終回）までは、各曜日とも、タモリを除く全レギュラー出演者が集合し当日の見どころを紹介した。